# شون بويل
شون بويل (بالإنجليزية: Shaun Boyle)‏ هو متزلج صدري أسترالي، ولد في 30 يناير 1971 في ولونغونغ في أستراليا.

## وصلات خارجية
- شون بويل على موقع IBSF (الإنجليزية)
- شون بويل على موقع أوليمبيديا (الإنجليزية)
- شون بويل على موقع اللجنة الأولمبية الأسترالية (الإنجليزية)